# Plagiochila virginica
Plagiochila virginica là một loài rêu tản trong họ Plagiochilaceae. Loài này được A. Evans miêu tả khoa học lần đầu tiên năm 1892.